# Stanowiska (powiat konecki)
Stanowiska – wieś w Polsce położona w województwie świętokrzyskim, w powiecie koneckim, w gminie Smyków.
| SIMC    | Nazwa    | Rodzaj    |
| ------- | -------- | --------- |
| 0992533 | Dąbrówki | część wsi |
| 0992540 | Podłazie | część wsi |

W latach 1975–1998 miejscowość należała administracyjnie do województwa kieleckiego.